# Parque Riachuelo
Parque Riachuelo é um bairro situado na Zona Oeste de Manaus. O bairro ainda não é reconhecido oficialmente pela prefeitura da cidade. Por isso faz parte integrada do bairro Tarumã.
Sua principal avenida é a Riachuelo, onde se encontra também o principal comércio do bairro.O Centro histórico de Manaus fica a 18 km de distância.
Possui um fraco sistema de transporte coletivo. Possui linha 306, 126 e 316 de ônibus que liga o Centro ao bairro, dependendo de alguns pequenos microônibus 813 que fazem o trajeto bairro-centro e centro-bairro.
A população total do bairro em 2006 era de 4.819.

## Origens do bairro
O bairro surgiu em 1997, da invasão de terras na região.

## Hoje
Em desenvolvimento e com pouco mais de 50% de urbanização, o bairro tornou-se um dos maiores projetos de desenvolvimento da atual gestão municipal e estadual.

## Dados do bairro
- População: 4.819